# Định luật Born
Định luật Born là một định luật của cơ học lượng tử cho biết xác suất mà một phép đo trong hệ lượng tử sẽ cho ra một kết quả cho trước.  Định luật được mang tên nhà vật lý Max Born.  Định luật Born là một trong những định luật cốt lõi của vật lý lượng tử.  Tuy nhiên, đến nay chưa có một chứng minh thuyết phục nào cho định luật Born từ những tiên đề khác trong cơ học lượng tử.

## Định luật
Định luật Born khẳng định rằng nếu một đại lượng cần đo ứng với một toán tử Hermit
{\displaystyle {\hat {A}}}
có phổ rời rạc được đo trong một hệ với hàm sóng chuẩn hóa
{\displaystyle \scriptstyle |\psi \rangle } thì
- kết quả của phép đo sẽ là một giá trị riêng {\displaystyle a} of {\displaystyle {\hat {A}}}, và
- xác suất đo được một giá trị riêng {\displaystyle a_{i}} bằng với {\displaystyle \scriptstyle \langle \psi |P_{i}|\psi \rangle }, ở đó {\displaystyle P_{i}} là phép chiếu trên không gian riêng của {\displaystyle {\hat {A}}} ứng với {\displaystyle a_{i}}.

(Trong trường hợp không gian riêng của {\displaystyle {\hat {A}}} ứng với {\displaystyle a_{i}} là không gian một chiều sinh bởi vectơ riêng chuẩn hóa {\displaystyle \scriptstyle |a_{i}\rangle }, {\displaystyle P_{i}} bằng {\displaystyle \scriptstyle \langle \psi |a_{i}\rangle \langle a_{i}|\psi \rangle }, do đó xác suất {\displaystyle \scriptstyle \langle \psi |P_{i}|\psi \rangle } bằng {\displaystyle \scriptstyle \langle \psi |a_{i}\rangle a_{i}|\psi \rangle }. Vì số phức {\displaystyle \scriptstyle \langle a_{i}|\psi \rangle } được gọi là biên độ xác suất để vectơ trạng thái {\displaystyle \scriptstyle |\psi \rangle } được gán cho vectơ riêng {\displaystyle \scriptstyle |a_{i}\rangle }, định luật Born thường được hiểu rằng xác suất bằng với bình phương của biên độ (trên thực tế biên độ tự quyết định giá trị phức liên hợp của nó). Nói cách khác, xác suất có thể được viết dưới dạng {\displaystyle \scriptstyle |\langle a_{i}|\psi \rangle |^{2}}.)
Trong trường hợp phổ của {\displaystyle {\hat {A}}} không hoàn toàn rời rạc, định lý phổ chứng minh sự tồn tại của phép đo giá trị phép chiếu {\displaystyle Q} nhất định, là phép đo phổ của {\displaystyle A}. Trong trường hợp này,
- xác suất để kết quả của phép đo nằm trong một tập hợp có thể đo được {\displaystyle M} sẽ được cho bởi {\displaystyle \scriptstyle \langle \psi |Q(M)|\psi \rangle }.

Nếu được cho một phương trình sóng
{\displaystyle \scriptstyle \psi }
cho một đơn hạt không cấu trúc trong không gian vị trí,
có thể nói rằng hàm mật độ xác suất
{\displaystyle p(x,y,z)}
cho một phép đo vị trí tại thời điểm
{\displaystyle t_{0}}
sẽ được cho bởi
{\displaystyle p(x,y,z)=}{\displaystyle \scriptstyle |\psi (x,y,z,t_{0})|^{2}.}

## Lịch sử
Định luật Born đã được trình bày dưới dạng công thức bởi Born trên một tờ báo xuất bản năm 1926.
Trong bài báo này, Born đã giải phương trình Schrödinger cho một bài toán phân tán và, được truyền cảm hứng từ những thành tựu của Einstein về hiệu ứng quang điện, đã kết luận, trong một chú thích, rằng định luật Born đưa ra cách giải thích duy nhất cho vấn đề. Năm 1954, cùng với Walter Bothe, Born đã được nhận giải Nobel Vật lý. John von Neumann đã bàn về ứng dụng của thuyết phổ vào định luật Born trong quyển sách của ông xuất bản năm 1932.

## Liên kết
1. ↑  N.P. Landsman, "The conclusion seems to be that no generally accepted derivation of the Born rule has been given to date, but this does not imply that such a derivation is impossible in principle.", in Compendium of Quantum Physics (eds.) F.Weinert, K. Hentschel, D.Greenberger and B. Falkenburg (Springer, 2008), ISBN 3-540-70622-4
2. ↑  Zur Quantenmechanik der Stoßvorgänge, Max Born, Zeitschrift für Physik, 37, #12 (Dec. 1926), pp. 863–867 (German); English translation, On the quantum mechanics of collisions, in Quantum theory and measurement, section I.2, J. A. Wheeler and W. H. Zurek, eds., Princeton, NJ: Princeton University Press, 1983, ISBN 0-691-08316-9.
3. ↑  "Again an idea of Einstein’s gave me the lead. He had tried to make the duality of particles - light quanta or photons - and waves comprehensible by interpreting the square of the optical wave amplitudes as probability density for the occurrence of photons. This concept could at once be carried over to the psi-function: |psi|2 ought to represent the probability density for electrons (or other particles)." from Born's Nobel Lecture on the statistical interpretation of quantum mechanics
4. ↑  Born's Nobel Lecture on the statistical interpretation of quantum mechanics
5. ↑  Mathematische Grundlagen der Quantenmechanik, John von Neumann, Berlin: Springer, 1932 (German); English translation Mathematical Foundations of Quantum Mechanics, transl. Robert T. Beyer, Princeton, NJ: Princeton University Press, 1955.